# Andreas Ensemble

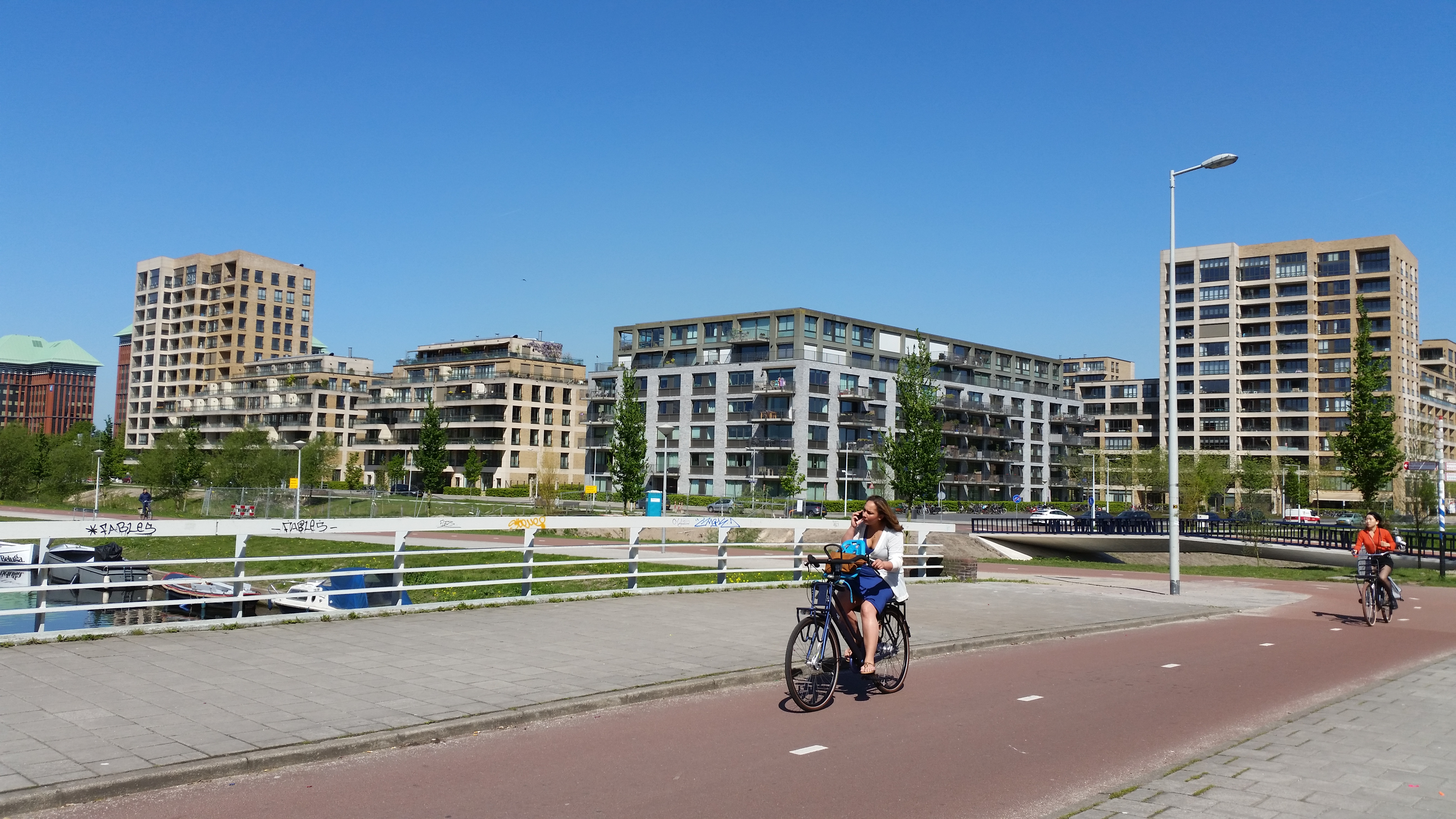
Saskia van Uijlenburgkade (mei 2018)

Andreas Ensemble is een woonwijk in het Amsterdamse stadsdeel Nieuw-West. Deze wijk wordt begrensd door de ringweg (A10) in het westen, de Westlandgracht in het zuiden en oosten en de Cornelis Lelylaan in het noorden. Het stedenbouwkundig ontwerp werd in 2006 door het Haagse architectenbureau Geurst & Schulze en de gemeente Amsterdam vervaardigd. De bouw van de wijk startte in 2008 en is voltooid in 2011.

## Andreas Ziekenhuis
In het Algemeen Uitbreidingsplan (AUP) van Amsterdam uit 1935 van Cornelis van Eesteren was op deze plaats een park gepland. In plaats daarvan werd in de jaren zestig hier het Andreas Ziekenhuis gebouwd. Dit ziekenhuis fuseerde in januari 1996 met het nabijgelegen Sint Lucas Ziekenhuis tot het Sint Lucas Andreas Ziekenhuis. In 2004 verhuisden alle activiteiten naar het gebouw van dat ziekenhuis aan de Jan Tooropstraat, dat daartoe werd uitgebreid en gerenoveerd. Het uit 1966 daterende Andreas-gebouw, een ontwerp van architect Marius Duintjer, werd in 2005 afgebroken. De dertien verdiepingen tellende "zusterflat", die aan de noordoostzijde van het ziekenhuisterrein stond, was al eerder gesloopt.

## Bebouwing
De wijk bestaat uit negen woongebouwen met ruim 500 woningen. Aan de westzijde is het WestCord Fashion Hotel gevestigd, een hotel met 260 kamers. Verder zijn er enkele voorzieningen als een kinderopvang ondergebracht.
Het stedenbouwkundig plan beoogde een wijk te maken die een verbinding tussen de voor- en naoorlogse stad zou vormen. Daardoor bevat het elementen van beide delen van de stad. De gevelwanden aan de noord- en westzijde dienen tevens als geluidsscherm tegen het lawaai van de A10 en de Cornelis Lelylaan.
Op de daken van de ondergrondse garages is een viertal groene, niet openbaar toegankelijke, binnentuinen gerealiseerd. Het binnengebied bevat hoogteverschillen, trappen en taluds. Een ander kenmerk van de wijk is eenheid in materiaal en detaillering. De gebouwen aan de noord-, west- en zuidrand van de wijk zijn uitgevoerd in zandkleurig baksteen. Rondom het binnenterrein en aan de zuidoostzijde is voornamelijk lichtgrijze baksteen toegepast.
In de ruime groenstroken aan de zuidzijde en de oostzijde van de wijk bevinden zich fietsroutes naar Slotervaart, Vondelpark en Rembrandtpark. Als onderdeel van het project is ook een extra brug in de Cornelis Lelylaan gebouwd over de waterverbinding tussen de Saskia van Uijlenburgkade en het Rembrandtpark.

## Straatnamen
De straatnamen in de wijk zijn vernoemd naar personen uit het leven van 17e-eeuwse schilder Rembrandt van Rijn, naar wie ook het Rembrandtpark ten noorden van de Cornelis Lelylaan is genoemd:
- Titus van Rijnstraat (noordzijde)
- Hendrikje Stoffelsstraat (westzijde)
- Saskia van Uijlenburgkade (zuidoostzijde).

De centrale voetgangersgebieden heten samen Andreasplein, als referentie naar het verleden van het gebied.

## Bereikbaarheid
De buurt is voor autoverkeer bereikbaar via de Hendrikje Stoffelsstraat en Nachtwachtlaan aan de westzijde. De Saskia van Uijlenburgkade loopt om de zuid- en oostkant van de wijk. De Titus van Rijnstraat aan de noordzijde is toegankelijk vanaf de zuidelijke rijbaan van de Cornelis Lelylaan. Langs de wijk lopen twee tramlijnen, maar de wijk heeft geen eigen halte. De dichtstbijzijnde halte voor de tramlijnen 1 en 17 (en in de ochtendspits ook tramlijn 27) is op het Surinameplein, daar is ook een bushalte voor lijn 15 en nachtbussen.
De wijk ligt op loopafstand van het Rembrandtpark, het Surinameplein, het World Fashion Centre, het Vondelpark en spoorweg- en metrostation Lelylaan.